# 尾藤知勝
尾藤 知勝（びとう ともかつ、1869年12月18日（明治2年11月16日） - 1961年（昭和36年）5月14日）は、大日本帝国陸軍軍人。最終階級は陸軍中将。位階勲等功級は正四位勲二等功五級。

## 経歴・人物
熊本藩士・尾藤九平の長男として肥後国（現・熊本県）に生まれ、1902年（明治35年）4月に家督を相続する。
1891年（明治24年）陸軍士官学校第2期卒業。翌年、陸軍歩兵少尉に任官。
のち1901年（明治34年）陸軍大学校を卒業（第15期）し、陸軍省軍務局課員、歩兵第4旅団副官、東宮武官を歴任し、1910年（明治43年）11月に陸軍歩兵大佐・歩兵第69連隊長に任官する。
その後、1913年（大正2年）3月に第3師団参謀長、1916年（大正5年）3月に侍従武官を経て、同年4月に陸軍少将に進級し、1919年（大正8年）7月に陸軍中将・独立守備隊司令官を経て、1921年（大正10年）1月に待命、同年4月に予備役に、1932年（昭和7年）4月に後備役に編入した。
退役後は、東京府豊多摩郡大久保町の町長を務めた。1947年（昭和22年）11月28日、公職追放仮指定を受けた。
陸軍きっての美男子であり、部下に対して驕り高ぶることも、上官に対して媚びることもない極めて平民的な軍人であったと評されている。

## 栄典
- 1920年（大正9年）11月1日 - 旭日重光章・大正三年乃至九年戦役従軍記章[8]

## 親族
- 七女：千代香（陸軍中将・沼田徳重の妻）[2]